# Stal Nysa w europejskich pucharach

## Puchar CEV siatkarzy (1994/1995)
| Data       | Miejsce | Przeciwnik         | Wynik                                 | Runda     |
| ---------- | ------- | ------------------ | ------------------------------------- | --------- |
| 05.11.1994 | Nysa    | Željezničar Osijek | 3:0 (15:6, 15:2, 15:6)                | II runda  |
| 12.11.1994 | Osijek  | Željezničar Osijek | 2:3 (15:13, 15:4, 11:15, 13:15, 8:15) | II runda  |
| 03.12.1994 | Nysa    | Eczacıbaşı Stambuł | 3:1 (15:1, 15:4, 12:15, 15:11)        | III runda |
| 10.12.1994 | Stambuł | Eczacıbaşı Stambuł | 1:3 (5:15, 7:15, 15:12, 3:15)         | III runda |

## Puchar Europy Zdobywców Pucharów siatkarzy (1996/1997)
| Data       | Miejsce    | Przeciwnik              | Wynik                    | Runda        |
| ---------- | ---------- | ----------------------- | ------------------------ | ------------ |
| 08.01.1997 | Poitiers   | Stade Poitevin Poitiers | 0:3 (10:15, 7:15, 4:15)  | faza grupowa |
| 15.01.1997 | Nysa       | Aris Saloniki           | 0:3 (5:15, 6:15, 9:15)   | faza grupowa |
| 22.01.1997 | Biełgorod  | Biełogorje Biełgorod    | 0:3 (4:15, 1:15, 4:15)   | faza grupowa |
| 30.01.1997 | Las Palmas | CS Gran Canaria         | 0:3 (11:15, 5:15, 11:15) | faza grupowa |
| 05.02.1997 | Nysa       | SCC Berlin              | 0:3 (9:15, 6:15, 7:15)   | faza grupowa |
| 12.02.1997 | Zonhoven   | HVB Zonhoven            | 0:3 (4:15, 4:15, 6:15)   | faza grupowa |
| 19.02.1997 | Nysa       | MTV Näfels              | 3:0 (15:10, 15:12, 15:5) | faza grupowa |

## Bilans spotkań
Stan na dzień 19.02.1997 (po fazie grupowej PEZP)
| Rozgrywki    | Ogólnie | Ogólnie | Ogólnie | Ogólnie | Ogólnie | U siebie | U siebie | U siebie | U siebie | U siebie | Na wyjeździe | Na wyjeździe | Na wyjeździe | Na wyjeździe | Na wyjeździe |
| Rozgrywki    | R       | W       | P       | Sety    | Sety    | R        | W        | P        | Sety     | Sety     | R            | W            | P            | Sety         | Sety         |
| ------------ | ------- | ------- | ------- | ------- | ------- | -------- | -------- | -------- | -------- | -------- | ------------ | ------------ | ------------ | ------------ | ------------ |
| PEZP 1       | 7       | 1       | 6       | 3       | 18      | 3        | 1        | 2        | 3        | 6        | 4            | 0            | 4            | 0            | 12           |
| Puchar CEV 2 | 4       | 2       | 2       | 9       | 7       | 2        | 2        | 0        | 6        | 1        | 2            | 0            | 2            | 3            | 6            |
| Razem        | 11      | 3       | 8       | 12      | 25      | 5        | 3        | 2        | 9        | 7        | 6            | 0            | 6            | 3            | 18           |

1. Obecnie Puchar CEV

2. Obecnie Puchar Challenge
| Rozgrywki          | Miejsce    | Liczba meczów | Zwycięstwa | Porażki | Sety  |
| ------------------ | ---------- | ------------- | ---------- | ------- | ----- |
| Puchar CEV 1994/95 | III runda  | 4             | 2          | 2       | 9:7   |
| PEZP 1996/97       | faza grup. | 7             | 1          | 6       | 3:18  |
| Razem              | Razem      | 11            | 3          | 8       | 12:25 |